# Nowa Kiszewa
Nowa Kiszewa (kaszub.: Nowô Cziszewa; niem. Neu Kischau) – wieś kaszubska na Pojezierzu Kaszubskim w Polsce położona w województwie pomorskim, w powiecie kościerskim, w gminie Kościerzyna nad Wierzycą.
W latach 1975–1998 miejscowość administracyjnie należała do województwa gdańskiego. Siedziba sołectwa o powierzchni 503,66 ha, zamieszkałego 30.06.2014 przez 241 osób.